# Tantonville
Tantonville település Franciaországban, Meurthe-et-Moselle megyében. Lakosainak száma 655 fő (2022. január 1.). Tantonville Affracourt, Forcelles-Saint-Gorgon, Gerbécourt-et-Haplemont, Omelmont, Praye, Quevilloncourt, Vézelise és Xirocourt községekkel határos.

## Népesség
A település népessége az elmúlt években az alábbi módon változott:
| Lakosok száma | 567  | 623  | 651  | 623  | 647  | 643  | 641  | 646  | 646  | 655  |
|               | 1968 | 1982 | 1990 | 2006 | 2013 | 2015 | 2017 | 2019 | 2020 | 2022 |